# Zbigniew Bożyczko

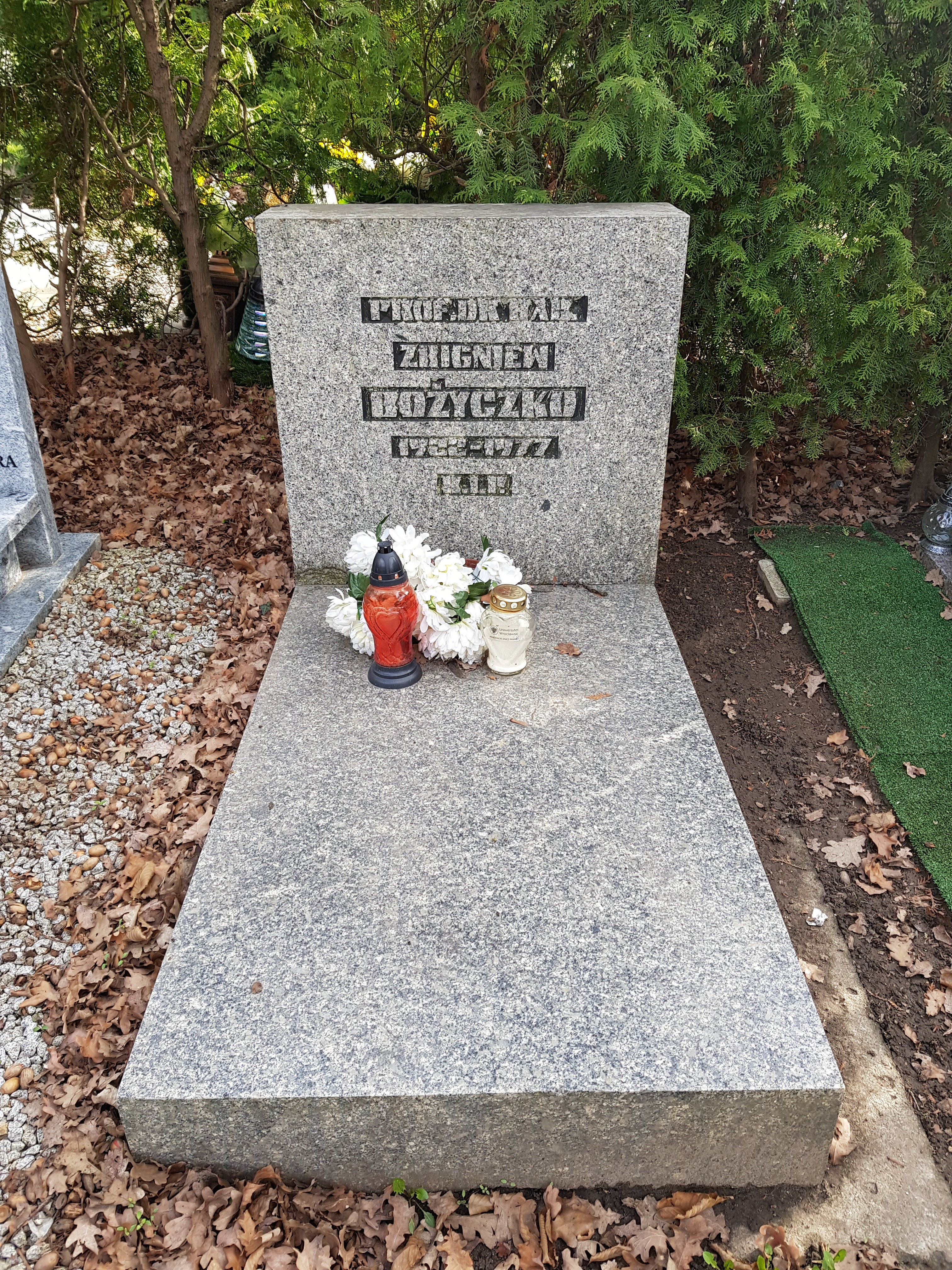
Grób prof. Zbigniewa Bożyczki na Cmentarzu Osobowickim we Wrocławiu

Zbigniew Bożyczko (ur. 22 października 1922 w Wilnie, zm. 8 marca 1977 we Wrocławiu) – polski prawnik, specjalista z zakresu prawa karnego i kryminologii, pracownik naukowy Uniwersytetu Wrocławskiego.

## Życiorys
Pochodził z rodziny robotniczej. W trakcie II wojny światowej był członkiem Armii Krajowej, a następnie służył w Ludowym Wojsku Polskim, które opuścił w 1953 roku w stopniu kapitana. Jeszcze w trakcie służby wojskowej rozpoczął studia prawnicze na Wydziale Prawa Uniwersytetu Wrocławskiego.
W 1960 roku obronił pracę doktorską pt. Kradzież kieszonkowa i jej sprawca, przygotowaną pod kierunkiem prof. Witolda Świdy. W 1968 roku habilitował się na podstawie rozprawy pt. Kradzież z włamaniem i jej sprawca, po czym został kierownikiem Katedry Kryminalistyki. W 1975 roku uzyskał tytuł profesora nadzwyczajnego. W swoich badaniach naukowych stosował metodę obserwacji uczestniczącej, poznając blisko środowisko kryminalne i analizując szczegółowo sposób działania zawodowych sprawców przestępstw. Był promotorem w dwóch przewodach doktorskich.
Aktywnie uczestniczył w życiu społecznym i politycznym, będąc członkiem Polskiej Zjednoczonej Partii Robotniczej (pełnił m.in. funkcję sekretarza komitetu dzielnicowego oraz komitetu zakładowego) oraz Związku Bojowników o Wolność i Demokrację.
Był żonaty, miał córkę i syna (Ryszarda - trenera piłkarskiego, ur. 1950, zm. 2008). Został pochowany na Cmentarzu Osobowickim we Wrocławiu.